# Liste des mammifères au Portugal continental
Pour des articles plus généraux, voir Liste des mammifères au Portugal, Liste des mammifères en Europe et Faune au Portugal continental.

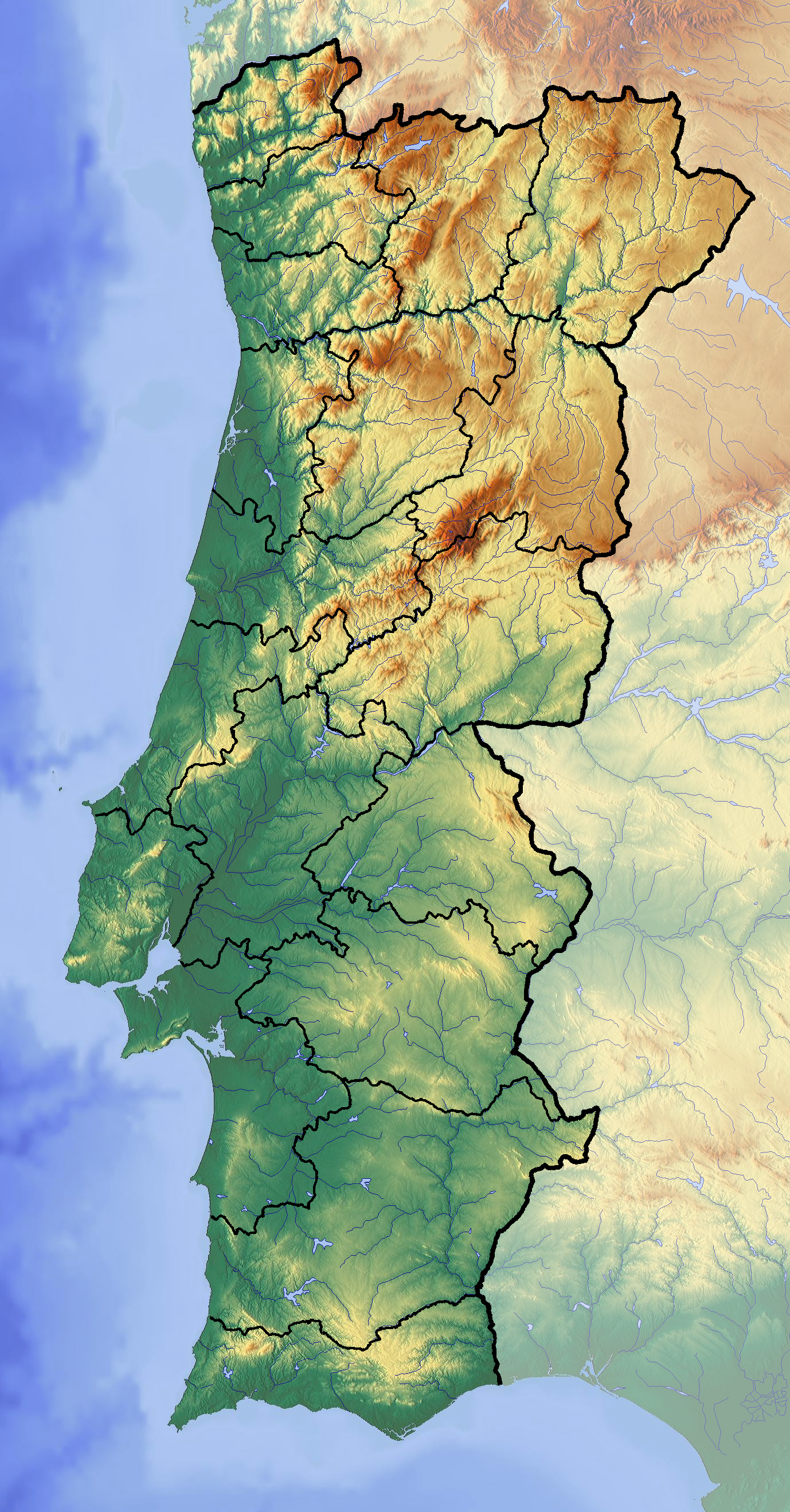
Carte topographique du Portugal continental.

Localisation du Portugal continental en Europe.

Cette liste commentée recense la mammalofaune au Portugal continental. Elle répertorie les espèces de mammifères portugais actuels et celles qui ont été récemment classifiées comme éteintes (à partir de l'Holocène, depuis donc 11 700 ans av. J.‑C.). Cette liste comporte 107 espèces réparties en dix ordres et trente familles, dont une est « en danger critique d'extinction », six sont « en danger », cinq sont « vulnérables », neuf sont « quasi menacées » et dix ont des « données insuffisantes » pour être classées (selon les critères de la liste rouge de l'UICN au niveau mondial).
Comme ici n'est référencé que le Portugal continental, cette liste ne comptabilise pas les mammifères présent dans les îles portugaises, qui sont des archipels situés en Macaronésie. Elle contient au moins six espèces introduites sur ce territoire, qui sont plus ou moins bien acclimatées. Il peut contenir aussi dans cette liste des animaux non reconnus par la liste rouge de l'UICN (trois mammifères ici) et ils sont classés en « non évalué » : cela étant dû notamment au manque de données et à des espèces domestiques, disparues ou éteintes avant le XVIe siècle. Il n'existe pas au Portugal continental d'espèces et de sous-espèces de mammifères endémiques.

## Statuts de la liste rouge de l'UICN
Les statuts de conservation utilisés par la liste rouge de l'UICN mondiale sont :
| (EX) | Éteint                  | Il n'y a pas le moindre doute sur le fait que le dernier spécimen recensé est mort.                                                                   |
| (EW) | Éteint à l'état sauvage | L'espèce est connue uniquement en captivité ou en tant que population naturalisée bien en dehors de son ancienne aire de répartition.                 |
| (CR) | En danger critique      | L'espèce risque prochainement de s'éteindre à l'état sauvage.                                                                                         |
| (EN) | En danger               | L'espèce fait face à un très gros risque d'extinction à l'état sauvage.                                                                               |
| (VU) | Vulnérable              | L'espèce fait face à un gros risque d'extinction à l'état sauvage.                                                                                    |
| (NT) | Quasi menacé            | L'espèce ne satisfait pas un ou plusieurs des critères prévus qui permettraient de la catégoriser, mais pourrait risquer de s'éteindre dans le futur. |
| (LC) | Préoccupation mineure   | Il n'y a pas de risque identifiable pour l'espèce. |
| (DD) | Données insuffisantes   | Il n'y a pas d'information adéquate qui permettraient de faire une évaluation des risques pour cette espèce.                                          |
| (NE) | Non évalué              | L'espèce n'a pas encore été confrontée aux critères précédents, n'est pas reconnue par l'UICN ou bien s'est éteinte avant le XVIe siècle.             |

## Ordre:Primates

### Famille:Hominidés
| Nom binominal, nom vulgaire et citation d'auteurs | Nom vulgaire portugais (langue officielle du Portugal) | Origine et statut au Portugal continental | Aire de répartition                    | Statut UICN mondial | Image         |
| ------------------------------------------------- | ------------------------------------------------------ | ----------------------------------------- | -------------------------------------- | ------------------- | ------------- |
| Homo sapiens (Homme moderne) Linnaeus, 1758       | Ser humano                                             | Autochtone,                               | Aire de répartition de l'Homme moderne | [ 2 ]               | Homme moderne |

## Ordre:Lagomorphes

### Famille:Léporidés
| Nom binominal, nom vulgaire et citation d'auteurs         | Nom vulgaire portugais (langue officielle du Portugal) | Origine et statut au Portugal continental | Aire de répartition                     | Statut UICN mondial | Image            |
| --------------------------------------------------------- | ------------------------------------------------------ | ----------------------------------------- | --------------------------------------- | ------------------- | ---------------- |
| Lepus granatensis (Lièvre ibérique) Rosenhauer, 1856      | Lebre-ibérica                                          | Autochtone                                | Aire de répartition du Lièvre ibérique  | [ 3 ]               | Lièvre ibérique  |
| Oryctolagus cuniculus (Lapin de garenne) (Linnaeus, 1758) | Coelho-bravo                                           | Autochtone                                | Aire de répartition du Lapin de garenne | [ 4 ]               | Lapin de garenne |

## Ordre:Rodentiens

### Famille:Castoridés
| Nom binominal, nom vulgaire et citation d'auteurs | Nom vulgaire portugais (langue officielle du Portugal) | Origine et statut au Portugal continental | Aire de répartition                     | Statut UICN mondial | Image            |
| ------------------------------------------------- | ------------------------------------------------------ | ----------------------------------------- | --------------------------------------- | ------------------- | ---------------- |
| Castor fiber (Castor d'Eurasie) Linnaeus, 1758    | Castor-europeu                                         | Autochtone (Disparu),                     | Aire de répartition du Castor d'Eurasie | [ 6 ]               | Castor d'Eurasie |

### Famille:Cricétidés
| Nom binominal, nom vulgaire et citation d'auteurs                         | Nom vulgaire portugais (langue officielle du Portugal) | Origine et statut au Portugal continental | Aire de répartition                         | Statut UICN mondial | Image                  |
| ------------------------------------------------------------------------- | ------------------------------------------------------ | ----------------------------------------- | ------------------------------------------- | ------------------- | ---------------------- |
| Arvicola sapidus (Campagnol amphibie) Miller, 1908                        | Rato-de-água                                           | Autochtone                                | Aire de répartition du Campagnol amphibie   | [ 7 ]               | Campagnol amphibie     |
| Arvicola scherman (Campagnol fouisseur) (Shaw, 1801)                      | — aucun —                                              | Autochtone                                | Aire de répartition du Campagnol fouisseur  | [ 8 ]               | Illustration manquante |
| Microtus agrestis (Campagnol agreste) (Linnaeus, 1761)                    | Morcego-de-campo-de-rabo-curto                         | Autochtone                                | Aire de répartition du Campagnol agreste    | [ 9 ]               | Campagnol agreste      |
| Microtus arvalis (Campagnol des champs) (Pallas, 1778)                    | Rato silvestre                                         | Autochtone                                | Aire de répartition du Campagnol des champs | [ 10 ]              | Campagnol des champs   |
| Microtus cabrerae (Campagnol de Cabrera) Thomas, 1906                     | Rato de Cabrera                                        | Autochtone                                | Aire de répartition du Campagnol de Cabrera | [ 11 ]              | Illustration manquante |
| Microtus duodecimcostatus (Campagnol provençal) de Sélys Longchamps, 1839 | Rato-cego-mediterrânico                                | Autochtone                                | Aire de répartition du Campagnol provençal  | [ 12 ]              | Illustration manquante |
| Microtus lusitanicus (Campagnol basque) (Gerbe, 1879)                     | Rato-cego                                              | Autochtone                                | Aire de répartition du Campagnol basque     | [ 13 ]              | Campagnol basque       |

### Famille:Muridés
| Nom binominal, nom vulgaire et citation d'auteurs      | Nom vulgaire portugais (langue officielle du Portugal) | Origine et statut au Portugal continental | Aire de répartition                                | Statut UICN mondial | Image                    |
| ------------------------------------------------------ | ------------------------------------------------------ | ----------------------------------------- | -------------------------------------------------- | ------------------- | ------------------------ |
| Apodemus sylvaticus (Mulot sylvestre) (Linnaeus, 1758) | Rato-do-campo                                          | Autochtone                                | Aire de répartition du Mulot sylvestre             | [ 14 ]              | Mulot sylvestre          |
| Mus musculus (Souris grise) Linnaeus, 1758             | Rato-caseiro                                           | Allochtone (Introduit),                   | Aire de répartition de la Souris grise             | [ 15 ]              | Souris grise             |
| Mus spretus (Souris d'Afrique du Nord) Lataste, 1883   | Ratinho-ruivo                                          | Autochtone                                | Aire de répartition de la Souris d'Afrique du Nord | [ 17 ]              | Souris d'Afrique du Nord |
| Rattus norvegicus (Rat surmulot) (Berkenhout, 1769)    | Rato-marrom                                            | Allochtone (Introduit)                    | Aire de répartition du Rat surmulot                | [ 18 ]              | Rat surmulot             |
| Rattus rattus (Rat noir) (Linnaeus, 1758)              | Rato-preto                                             | Allochtone (Introduit)                    | Aire de répartition du Rat noir                    | [ 19 ]              | Rat noir                 |

### Famille:Gliridés
| Nom binominal, nom vulgaire et citation d'auteurs | Nom vulgaire portugais (langue officielle du Portugal) | Origine et statut au Portugal continental | Aire de répartition                 | Statut UICN mondial | Image        |
| ------------------------------------------------- | ------------------------------------------------------ | ----------------------------------------- | ----------------------------------- | ------------------- | ------------ |
| Eliomys quercinus (Lérot commun) (Linnaeus, 1766) | Leirão                                                 | Autochtone                                | Aire de répartition du Lérot commun | [ 20 ]              | Lérot commun |

### Famille:Sciuridés
| Nom binominal, nom vulgaire et citation d'auteurs | Nom vulgaire portugais (langue officielle du Portugal) | Origine et statut au Portugal continental | Aire de répartition                    | Statut UICN mondial | Image         |
| ------------------------------------------------- | ------------------------------------------------------ | ----------------------------------------- | -------------------------------------- | ------------------- | ------------- |
| Sciurus vulgaris (Écureuil roux) Linnaeus, 1758   | Esquilo-vermelho                                       | Autochtone (Recolonisateur),              | Aire de répartition de l'Écureuil roux | [ 22 ]              | Écureuil roux |

## Ordre:Érinacéomorphes

### Famille:Érinacéidés
| Nom binominal, nom vulgaire et citation d'auteurs                  | Nom vulgaire portugais (langue officielle du Portugal) | Origine et statut au Portugal continental | Aire de répartition                                  | Statut UICN mondial | Image                         |
| ------------------------------------------------------------------ | ------------------------------------------------------ | ----------------------------------------- | ---------------------------------------------------- | ------------------- | ----------------------------- |
| Erinaceus europaeus (Hérisson d'Europe occidentale) Linnaeus, 1758 | Ouriço-terrestre                                       | Autochtone                                | Aire de répartition du Hérisson d'Europe occidentale | [ 23 ]              | Hérisson d'Europe occidentale |

## Ordre:Soricomorphes

### Famille:Soricidés
| Nom binominal, nom vulgaire et citation d'auteurs           | Nom vulgaire portugais (langue officielle du Portugal) | Origine et statut au Portugal continental | Aire de répartition                             | Statut UICN mondial | Image                 |
| ----------------------------------------------------------- | ------------------------------------------------------ | ----------------------------------------- | ----------------------------------------------- | ------------------- | --------------------- |
| Crocidura russula (Crocidure musette) (Hermann, 1780)       | Musaranho-de-dentes-brancos-grande                     | Autochtone                                | Aire de répartition de la Crocidure musette     | [ 24 ]              | Crocidure musette     |
| Crocidura suaveolens (Crocidure des jardins) (Pallas, 1811) | Musaranho-de-dentes-brancos-pequeno                    | Peut-être autochtone,                     | Aire de répartition de la Crocidure des jardins | [ 26 ]              | Crocidure des jardins |
| Suncus etruscus (Pachyure étrusque) (Savi, 1822)            | Musaranho-pigmeu                                       | Autochtone                                | Aire de répartition du Pachyure étrusque        | [ 27 ]              | Pachyure étrusque     |
| Neomys anomalus (Crossope de Miller) Cabrera, 1907          | Musaranho-de-água                                      | Autochtone                                | Aire de répartition de la Crossope de Miller    | [ 28 ]              | Crossope de Miller    |
| Sorex granarius (Musaraigne ibérique) Miller, 1910          | Musaranho-de-dentes-vermelhos                          | Autochtone                                | Aire de répartition de la Musaraigne ibérique   | [ 29 ]              | Musaraigne ibérique   |
| Sorex minutus (Musaraigne pygmée) Linnaeus, 1766            | Musaranho-anão-de-dentes-vermelhos                     | Autochtone                                | Aire de répartition de la Musaraigne pygmée     | [ 30 ]              | Musaraigne pygmée     |

### Famille:Talpidés
| Nom binominal, nom vulgaire et citation d'auteurs                          | Nom vulgaire portugais (langue officielle du Portugal) | Origine et statut au Portugal continental | Aire de répartition                        | Statut UICN mondial | Image               |
| -------------------------------------------------------------------------- | ------------------------------------------------------ | ----------------------------------------- | ------------------------------------------ | ------------------- | ------------------- |
| Galemys pyrenaicus (Desman des Pyrénées) (É. Geoffroy Saint-Hilaire, 1811) | Desmán ibérico                                         | Autochtone                                | Aire de répartition du Desman des Pyrénées | [ 31 ]              | Desman des Pyrénées |
| Talpa occidentalis (Taupe ibérique) Cabrera, 1907                          | Toupeira                                               | Autochtone                                | Aire de répartition de la Taupe ibérique   | [ 32 ]              | Taupe ibérique      |

## Ordre:Chiroptères

### Famille:Molossidés
| Nom binominal, nom vulgaire et citation d'auteurs         | Nom vulgaire portugais (langue officielle du Portugal) | Origine et statut au Portugal continental | Aire de répartition                       | Statut UICN mondial | Image              |
| --------------------------------------------------------- | ------------------------------------------------------ | ----------------------------------------- | ----------------------------------------- | ------------------- | ------------------ |
| Tadarida teniotis (Molosse de Cestoni) (Rafinesque, 1814) | Morcego-rabudo                                         | Autochtone                                | Aire de répartition du Molosse de Cestoni | [ 33 ]              | Molosse de Cestoni |

### Famille:Rhinolophidés
| Nom binominal, nom vulgaire et citation d'auteurs             | Nom vulgaire portugais (langue officielle du Portugal) | Origine et statut au Portugal continental | Aire de répartition                         | Statut UICN mondial | Image                |
| ------------------------------------------------------------- | ------------------------------------------------------ | ----------------------------------------- | ------------------------------------------- | ------------------- | -------------------- |
| Rhinolophus euryale (Rhinolophe euryale) Blasius, 1853        | Morcego-de-ferradura-mediterrânico                     | Autochtone                                | Aire de répartition du Rhinolophe euryale   | [ 34 ]              | Rhinolophe euryale   |
| Rhinolophus ferrumequinum (Grand Rhinolophe) (Schreber, 1774) | Morcego-de-ferradura-grande                            | Autochtone                                | Aire de répartition du Grand Rhinolophe     | [ 35 ]              | Grand Rhinolophe     |
| Rhinolophus hipposideros (Petit Rhinolophe) (Bechstein, 1800) | Morcego-de-ferradura-pequeno                           | Autochtone                                | Aire de répartition du Petit Rhinolophe     | [ 36 ]              | Petit Rhinolophe     |
| Rhinolophus mehelyi (Rhinolophe de Méhely) Matschie, 1901     | Morcego de ferradura mourisco                          | Autochtone                                | Aire de répartition du Rhinolophe de Méhely | [ 37 ]              | Rhinolophe de Méhely |

### Famille:Vespertilionidés
| Nom binominal, nom vulgaire et citation d'auteurs                    | Nom vulgaire portugais (langue officielle du Portugal) | Origine et statut au Portugal continental | Aire de répartition                                | Statut UICN mondial | Image                       |
| -------------------------------------------------------------------- | ------------------------------------------------------ | ----------------------------------------- | -------------------------------------------------- | ------------------- | --------------------------- |
| Miniopterus schreibersii (Minioptère de Schreibers) (Kuhl, 1817)     | Morcego-de-peluche                                     | Autochtone                                | Aire de répartition du Minioptère de Schreibers    | [ 38 ]              | Minioptère de Schreibers    |
| Myotis bechsteinii (Murin de Bechstein) (Kuhl, 1817)                 | Morcego de Bechstein                                   | Autochtone                                | Aire de répartition du Murin de Bechstein          | [ 39 ]              | Murin de Bechstein          |
| Myotis blythii (Petit Murin) (Tomes, 1857)                           | Morcego-rato-pequeno                                   | Autochtone,                               | Aire de répartition du Petit Murin                 | [ 40 ]              | Petit Murin                 |
| Myotis daubentonii (Murin de Daubenton) (Kuhl, 1817)                 | Morcego-de-água                                        | Autochtone                                | Aire de répartition du Murin de Daubenton          | [ 41 ]              | Murin de Daubenton          |
| Myotis emarginatus (Murin à oreilles échancrées) (É. Geoffroy, 1806) | Morcego-lanudo                                         | Autochtone                                | Aire de répartition du Murin à oreilles échancrées | [ 42 ]              | Murin à oreilles échancrées |
| Myotis escalerai (Murin d'Escalera) Cabrera, 1904                    | — aucun —                                              | Autochtone                                | Aire de répartition du Murin d'Escalera            | (NE)                | Illustration manquante      |
| Myotis myotis (Grand Murin) (Borkhausen, 1797)                       | Morcego-rato-grande                                    | Autochtone                                | Aire de répartition du Grand Murin                 | [ 44 ]              | Grand Murin                 |
| Myotis mystacinus (Murin à moustaches) (Kuhl, 1817)                  | Morcego-de-bigodes                                     | Autochtone (Disparu)                      | Aire de répartition du Murin à moustaches          | [ 45 ]              | Murin à moustaches          |
| Eptesicus isabellinus (Sérotine isabelle) (Temminck, 1840)           | — aucun —                                              | Autochtone                                | Aire de répartition de la Sérotine isabelle        | [ 46 ]              | Illustration manquante      |
| Eptesicus serotinus (Sérotine commune) (Schreber, 1774)              | Morcego-hortelão                                       | Autochtone                                | Aire de répartition de la Sérotine commune         | [ 47 ]              | Sérotine commune            |
| Nyctalus lasiopterus (Grande Noctule) (Schreber, 1780)               | Morcego-arborícola-gigante                             | Autochtone                                | Aire de répartition de la Grande Noctule           | [ 48 ]              | Grande Noctule              |
| Nyctalus leisleri (Noctule de Leisler) (Kuhl, 1817)                  | Morcego-arborícola-pequeno                             | Autochtone                                | Aire de répartition de la Noctule de Leisler       | [ 49 ]              | Noctule de Leisler          |
| Nyctalus noctula (Noctule commune) (Schreber, 1774)                  | Morcego-arborícola-gigante                             | Autochtone (Disparu)                      | Aire de répartition de la Noctule commune          | [ 50 ]              | Noctule commune             |
| Pipistrellus kuhlii (Pipistrelle de Kuhl) (Kuhl, 1817)               | Morcego de Khul                                        | Autochtone                                | Aire de répartition de la Pipistrelle de Kuhl      | [ 51 ]              | Pipistrelle de Kuhl         |
| Pipistrellus pipistrellus (Pipistrelle commune) (Schreber, 1774)     | Morcego-anão                                           | Autochtone                                | Aire de répartition de la Pipistrelle commune      | [ 52 ]              | Pipistrelle commune         |
| Pipistrellus pygmaeus (Pipistrelle pygmée) (Leach, 1825)             | Morcego-pigmeu                                         | Autochtone                                | Aire de répartition de la Pipistrelle pygmée       | [ 53 ]              | Pipistrelle pygmée          |
| Barbastella barbastellus (Barbastelle d'Europe) (Schreber, 1774)     | Morcego-negro                                          | Autochtone                                | Aire de répartition de la Barbastelle d'Europe     | [ 54 ]              | Barbastelle d'Europe        |
| Plecotus auritus (Oreillard roux) (Linnaeus, 1758)                   | Morcego-orelhudo-castanho                              | Autochtone                                | Aire de répartition de l'Oreillard roux            | [ 55 ]              | Oreillard roux              |
| Plecotus austriacus (Oreillard gris) (J. Fischer, 1829)              | Morcego-orelhudo-cinzento                              | Autochtone                                | Aire de répartition de l'Oreillard gris            | [ 56 ]              | Oreillard gris              |
| Hypsugo savii (Vespère de Savi) (Bonaparte, 1837)                    | Morcego de Savi                                        | Autochtone                                | Aire de répartition de la Vespère de Savi          | [ 57 ]              | Vespère de Savi             |

## Ordre:Cétacés

### Famille:Balænidés
| Nom binominal, nom vulgaire et citation d'auteurs                         | Nom vulgaire portugais (langue officielle du Portugal) | Origine et statut au Portugal continental | Aire de répartition                                            | Statut UICN mondial | Image                                |
| ------------------------------------------------------------------------- | ------------------------------------------------------ | ----------------------------------------- | -------------------------------------------------------------- | ------------------- | ------------------------------------ |
| Eubalaena glacialis (Baleine franche de l'Atlantique Nord) (Müller, 1776) | Baleia-basca                                           | Autochtone (Disparu, puis erratique),     | Aire de répartition de la Baleine franche de l'Atlantique Nord | [ 58 ]              | Baleine franche de l'Atlantique Nord |

### Famille:Balænoptéridés
| Nom binominal, nom vulgaire et citation d'auteurs            | Nom vulgaire portugais (langue officielle du Portugal) | Origine et statut au Portugal continental | Aire de répartition                        | Statut UICN mondial | Image            |
| ------------------------------------------------------------ | ------------------------------------------------------ | ----------------------------------------- | ------------------------------------------ | ------------------- | ---------------- |
| Balaenoptera acutorostrata (Baleine de Minke) Lacépède, 1804 | Baleia-anã                                             | Autochtone                                | Aire de répartition de la Baleine de Minke | [ 60 ]              | Baleine de Minke |
| Balaenoptera borealis (Rorqual boréal) Lesson, 1828          | Baleia-boreal                                          | Autochtone                                | Aire de répartition du Rorqual boréal      | [ 61 ]              | Rorqual boréal   |
| Balaenoptera musculus (Rorqual bleu) (Linnaeus, 1758)        | Baleia-azul                                            | Erratique,                                | Aire de répartition du Rorqual bleu        | [ 62 ]              | Rorqual bleu     |
| Balaenoptera physalus (Rorqual commun) (Linnaeus, 1758)      | Baleia-fina                                            | Autochtone                                | Aire de répartition du Rorqual commun      | [ 63 ]              | Rorqual commun   |
| Megaptera novaeangliae (Baleine à bosse) (Borowski, 1781)    | Jubarte                                                | Autochtone                                | Aire de répartition de la Baleine à bosse  | [ 64 ]              | Baleine à bosse  |

### Famille:Delphinidés
| Nom binominal, nom vulgaire et citation d'auteurs                  | Nom vulgaire portugais (langue officielle du Portugal) | Origine et statut au Portugal continental | Aire de répartition                                  | Statut UICN mondial | Image                         |
| ------------------------------------------------------------------ | ------------------------------------------------------ | ----------------------------------------- | ---------------------------------------------------- | ------------------- | ----------------------------- |
| Delphinus delphis (Dauphin commun à bec court) Linnaeus, 1758      | Golfinho-comum-de-bico-curto                           | Autochtone                                | Aire de répartition du Dauphin commun à bec court    | [ 65 ]              | Dauphin commun à bec court    |
| Stenella coeruleoalba (Dauphin bleu et blanc) (Meyen, 1833)        | Golfinho-riscado                                       | Autochtone                                | Aire de répartition du Dauphin bleu et blanc         | [ 66 ]              | Dauphin bleu et blanc         |
| Tursiops truncatus (Grand Dauphin commun) (Montagu, 1821)          | Golfinho-roaz                                          | Autochtone                                | Aire de répartition du Grand Dauphin commun          | [ 67 ]              | Grand Dauphin commun          |
| Feresa attenuata (Orque pygmée) Gray, 1874                         | Orca-pigmeia                                           | Peut-être autochtone,                     | Aire de répartition de l'Orque pygmée                | [ 68 ]              | Orque pygmée                  |
| Globicephala macrorhynchus (Globicéphale tropical) Gray, 1846      | Baleia-piloto-de-aleta-curta                           | Peut-être autochtone,                     | Aire de répartition du Globicéphale tropical         | [ 69 ]              | Globicéphale tropical         |
| Globicephala melas (Globicéphale noir) (Traill, 1809)              | Baleia-piloto-de-aleta-longa                           | Autochtone                                | Aire de répartition du Globicéphale noir             | [ 70 ]              | Globicéphale noir             |
| Grampus griseus (Dauphin de Risso) (G. Cuvier, 1812)               | Grampo                                                 | Autochtone                                | Aire de répartition du Dauphin de Risso              | [ 71 ]              | Dauphin de Risso              |
| Orcinus orca (Orque) (Linnaeus, 1758)                              | Orca                                                   | Autochtone                                | Aire de répartition de l'Orque                       | [ 72 ]              | Orque                         |
| Pseudorca crassidens (Fausse Orque) (Owen, 1846)                   | Orca-bastarda                                          | Autochtone                                | Aire de répartition de la Fausse Orque               | [ 73 ]              | Fausse Orque                  |
| Steno bredanensis (Sténo) (G. Cuvier in Lesson, 1828)              | Golfinho-de-dentes-rugosos                             | Peut-être autochtone                      | Aire de répartition du Sténo                         | [ 75 ]              | Sténo                         |
| Lagenorhynchus acutus (Lagénorhynque à flancs blancs) (Gray, 1828) | Golfinho-de-laterais-brancas-do-atlântico              | Erratique                                 | Aire de répartition du Lagénorhynque à flancs blancs | [ 76 ]              | Lagénorhynque à flancs blancs |

### Famille:Phocœnidés
| Nom binominal, nom vulgaire et citation d'auteurs    | Nom vulgaire portugais (langue officielle du Portugal) | Origine et statut au Portugal continental | Aire de répartition                    | Statut UICN mondial | Image           |
| ---------------------------------------------------- | ------------------------------------------------------ | ----------------------------------------- | -------------------------------------- | ------------------- | --------------- |
| Phocoena phocoena (Marsouin commun) (Linnaeus, 1758) | Bôto                                                   | Autochtone                                | Aire de répartition du Marsouin commun | [ 77 ]              | Marsouin commun |

### Famille:Physétéridés
| Nom binominal, nom vulgaire et citation d'auteurs      | Nom vulgaire portugais (langue officielle du Portugal) | Origine et statut au Portugal continental | Aire de répartition                    | Statut UICN mondial | Image           |
| ------------------------------------------------------ | ------------------------------------------------------ | ----------------------------------------- | -------------------------------------- | ------------------- | --------------- |
| Kogia breviceps (Cachalot pygmée) (Blainville, 1838)   | Cachalote-pigmeu                                       | Erratique                                 | Aire de répartition du Cachalot pygmée | [ 78 ]              | Cachalot pygmée |
| Physeter macrocephalus (Grand Cachalot) Linnaeus, 1758 | Cachalote                                              | Autochtone                                | Aire de répartition du Grand Cachalot  | [ 79 ]              | Grand Cachalot  |

### Famille:Ziphiidés
| Nom binominal, nom vulgaire et citation d'auteurs                     | Nom vulgaire portugais (langue officielle du Portugal) | Origine et statut au Portugal continental | Aire de répartition                               | Statut UICN mondial | Image                    |
| --------------------------------------------------------------------- | ------------------------------------------------------ | ----------------------------------------- | ------------------------------------------------- | ------------------- | ------------------------ |
| Hyperoodon ampullatus (Hypérodon boréal) (Forster, 1770)              | Botinhoso                                              | Peut-être autochtone,                     | Aire de répartition du Hypérodon boréal           | [ 80 ]              | Hypérodon boréal         |
| Mesoplodon bidens (Mésoplodon de Sowerby) (Sowerby, 1804)             | Baleia-bicuda-de-sowerby                               | Autochtone                                | Aire de répartition du Mésoplodon de Sowerby      | [ 81 ]              | Mésoplodon de Sowerby    |
| Mesoplodon densirostris (Mésoplodon de Blainville) (Blainville, 1817) | Baleia-bicuda-de-blainville                            | Autochtone                                | Aire de répartition du Mésoplodon de Blainville   | [ 82 ]              | Mésoplodon de Blainville |
| Mesoplodon europaeus (Mésoplodon de Gervais) (Gervais, 1855)          | Baleia-bicuda-de-gervais                               | Autochtone                                | Aire de répartition du Mésoplodon de Gervais      | [ 83 ]              | Mésoplodon de Gervais    |
| Mesoplodon mirus (Mésoplodon de True) True, 1913                      | Baleia-bicuda-de-true                                  | Peut-être autochtone,                     | Aire de répartition du Mésoplodon de True         | [ 84 ]              | Mésoplodon de True       |
| Ziphius cavirostris (Baleine à bec de Cuvier) G. Cuvier, 1823         | Zifio                                                  | Autochtone                                | Aire de répartition de la Baleine à bec de Cuvier | [ 85 ]              | Baleine à bec de Cuvier  |

## Ordre:Artiodactyles

### Famille:Bovidés
| Nom binominal, nom vulgaire et citation d'auteurs | Nom vulgaire portugais (langue officielle du Portugal) | Origine et statut au Portugal continental | Aire de répartition                       | Statut UICN mondial | Image              |
| ------------------------------------------------- | ------------------------------------------------------ | ----------------------------------------- | ----------------------------------------- | ------------------- | ------------------ |
| Bos taurus (Taurin) Linnaeus, 1758                | Touro                                                  | Autochtone (Peut-être réintroduit),       | Aire de répartition du Taurin             | (NE)                |                    |
| Capra pyrenaica (Bouquetin ibérique) Schinz, 1838 | Íbex-ibérico                                           | Autochtone (Réintroduit),                 | Aire de répartition du Bouquetin ibérique | [ 88 ]              | Bouquetin ibérique |

### Famille:Cervidés
| Nom binominal, nom vulgaire et citation d'auteurs         | Nom vulgaire portugais (langue officielle du Portugal) | Origine et statut au Portugal continental | Aire de répartition                       | Statut UICN mondial | Image              |
| --------------------------------------------------------- | ------------------------------------------------------ | ----------------------------------------- | ----------------------------------------- | ------------------- | ------------------ |
| Capreolus capreolus (Chevreuil européen) (Linnaeus, 1758) | Corço                                                  | Autochtone                                | Aire de répartition du Chevreuil européen | [ 89 ]              | Chevreuil européen |
| Cervus elaphus (Cerf élaphe) Linnaeus, 1758               | Veado-vermelho                                         | Autochtone                                | Aire de répartition du Cerf élaphe        | [ 90 ]              | Cerf élaphe        |
| Dama dama (Daim européen) (Linnaeus, 1758)                | Gamo                                                   | Allochtone (Introduit)                    | Aire de répartition du Daim européen      | [ 91 ]              | Daim européen      |

### Famille:Suidés
| Nom binominal, nom vulgaire et citation d'auteurs | Nom vulgaire portugais (langue officielle du Portugal) | Origine et statut au Portugal continental | Aire de répartition                       | Statut UICN mondial | Image              |
| ------------------------------------------------- | ------------------------------------------------------ | ----------------------------------------- | ----------------------------------------- | ------------------- | ------------------ |
| Sus scrofa (Sanglier d'Eurasie) Linnaeus, 1758    | Javali                                                 | Autochtone                                | Aire de répartition du Sanglier d'Eurasie | [ 92 ]              | Sanglier d'Eurasie |

## Ordre:Périssodactyles

### Famille:Équidés
| Nom binominal, nom vulgaire et citation d'auteurs | Nom vulgaire portugais (langue officielle du Portugal) | Origine et statut au Portugal continental | Aire de répartition           | Statut UICN mondial | Image     |
| ------------------------------------------------- | ------------------------------------------------------ | ----------------------------------------- | ----------------------------- | ------------------- | --------- |
| Equus hydruntinus (Hydrontin) Regàlia, 1904       | Zebro                                                  | Autochtone (Éteint),                      | Illustration manquante        | (NE)                | Hydrontin |
| Equus caballus (Cheval) Linnaeus, 1758            | Cavalo                                                 | Autochtone (Peut-être réintroduit),       | Aire de répartition du Cheval | [ 96 ]              | Cheval    |

## Ordre:Carnivores

### Famille:Canidés
| Nom binominal, nom vulgaire et citation d'auteurs | Nom vulgaire portugais (langue officielle du Portugal) | Origine et statut au Portugal continental | Aire de répartition                | Statut UICN mondial | Image       |
| ------------------------------------------------- | ------------------------------------------------------ | ----------------------------------------- | ---------------------------------- | ------------------- | ----------- |
| Canis lupus (Loup gris) Linnaeus, 1758            | Lobo                                                   | Autochtone                                | Aire de répartition du Loup gris   | [ 97 ]              | Loup gris   |
| Vulpes vulpes (Renard roux) (Linnaeus, 1758)      | Raposa-vermelha                                        | Autochtone                                | Aire de répartition du Renard roux | [ 98 ]              | Renard roux |

### Famille:Ursidés
| Nom binominal, nom vulgaire et citation d'auteurs | Nom vulgaire portugais (langue officielle du Portugal) | Origine et statut au Portugal continental | Aire de répartition                | Statut UICN mondial | Image     |
| ------------------------------------------------- | ------------------------------------------------------ | ----------------------------------------- | ---------------------------------- | ------------------- | --------- |
| Ursus arctos (Ours brun) Linnaeus, 1758           | Urso-pardo                                             | Autochtone (Disparu, puis erratique)      | Aire de répartition de l'Ours brun | [ 100 ]             | Ours brun |

### Famille:Mustélidés
| Nom binominal, nom vulgaire et citation d'auteurs  | Nom vulgaire portugais (langue officielle du Portugal) | Origine et statut au Portugal continental | Aire de répartition                        | Statut UICN mondial | Image             |
| -------------------------------------------------- | ------------------------------------------------------ | ----------------------------------------- | ------------------------------------------ | ------------------- | ----------------- |
| Lutra lutra (Loutre commune) (Linnaeus, 1758)      | Lontra-europeia                                        | Autochtone                                | Aire de répartition de la Loutre commune   | [ 101 ]             | Loutre commune    |
| Martes foina (Fouine) (Erxleben, 1777)             | Fuinha                                                 | Allochtone,                               | Aire de répartition de la Fouine           | [ 103 ]             | Fouine            |
| Martes martes (Martre des pins) (Linnaeus, 1758)   | Marta                                                  | Autochtone                                | Aire de répartition de la Martre des pins  | [ 104 ]             | Martre des pins   |
| Meles meles (Blaireau européen) (Linnaeus, 1758)   | Texugo-europeu                                         | Autochtone                                | Aire de répartition du Blaireau européen   | [ 105 ]             | Blaireau européen |
| Mustela erminea (Hermine) Linnaeus, 1758           | Arminho                                                | Autochtone                                | Aire de répartition de l'Hermine           | [ 106 ]             | Hermine           |
| Mustela nivalis (Belette d'Europe) Linnaeus, 1766  | Doninha-anã                                            | Autochtone                                | Aire de répartition de la Belette d'Europe | [ 107 ]             | Belette d'Europe  |
| Mustela putorius (Putois d'Europe) Linnaeus, 1758  | Tourão                                                 | Autochtone                                | Aire de répartition du Putois d'Europe     | [ 108 ]             | Putois d'Europe   |
| Neovison vison (Vison d'Amérique) (Schreber, 1777) | Vison-americano                                        | Allochtone (Introduit)                    | Aire de répartition du Vison d'Amérique    | [ 109 ]             | Vison d'Amérique  |

### Famille:Phocidés
| Nom binominal, nom vulgaire et citation d'auteurs                | Nom vulgaire portugais (langue officielle du Portugal) | Origine et statut au Portugal continental | Aire de répartition                                 | Statut UICN mondial | Image                        |
| ---------------------------------------------------------------- | ------------------------------------------------------ | ----------------------------------------- | --------------------------------------------------- | ------------------- | ---------------------------- |
| Monachus monachus (Phoque moine de Méditerranée) (Hermann, 1779) | Foca-monge-do-mediterrâneo                             | Autochtone (Disparu)                      | Aire de répartition du Phoque moine de Méditerranée | [ 110 ]             | Phoque moine de Méditerranée |
| Erignathus barbatus (Phoque barbu) (Erxleben, 1777)              | Foca-barbuda                                           | Erratique                                 | Aire de répartition du Phoque barbu                 | [ 111 ]             | Phoque barbu                 |
| Cystophora cristata (Phoque à capuchon) (Erxleben, 1777)         | Foca-de-crista                                         | Erratique                                 | Aire de répartition du Phoque à capuchon            | [ 112 ]             | Phoque à capuchon            |
| Halichoerus grypus (Phoque gris) (Fabricius, 1791)               | Foca-cinzenta                                          | Erratique                                 | Aire de répartition du Phoque gris                  | [ 113 ]             | Phoque gris                  |
| Phoca vitulina (Phoque veau marin) Linnaeus, 1758                | Foca-vitulina                                          | Erratique                                 | Aire de répartition du Phoque veau marin            | [ 114 ]             | Phoque veau marin            |
| Pusa hispida (Phoque annelé) (Schreber, 1775)                    | Foca-anelada                                           | Erratique                                 | Aire de répartition du Phoque annelé                | [ 115 ]             | Phoque annelé                |

### Famille:Félidés
| Nom binominal, nom vulgaire et citation d'auteurs | Nom vulgaire portugais (langue officielle du Portugal) | Origine et statut au Portugal continental | Aire de répartition                  | Statut UICN mondial | Image         |
| ------------------------------------------------- | ------------------------------------------------------ | ----------------------------------------- | ------------------------------------ | ------------------- | ------------- |
| Felis silvestris (Chat sauvage) Schreber, 1777    | Gato-bravo                                             | Autochtone                                | Aire de répartition du Chat sauvage  | [ 116 ]             | Chat sauvage  |
| Lynx pardinus (Lynx pardelle) (Temminck, 1827)    | Lince-ibérico                                          | Autochtone (Réintroduit)                  | Aire de répartition du Lynx pardelle | [ 118 ]             | Lynx pardelle |

### Famille:Viverridés
| Nom binominal, nom vulgaire et citation d'auteurs  | Nom vulgaire portugais (langue officielle du Portugal) | Origine et statut au Portugal continental | Aire de répartition                       | Statut UICN mondial | Image           |
| -------------------------------------------------- | ------------------------------------------------------ | ----------------------------------------- | ----------------------------------------- | ------------------- | --------------- |
| Genetta genetta (Genette commune) (Linnaeus, 1758) | Gineta-europeia                                        | Allochtone (Introduit)                    | Aire de répartition de la Genette commune | [ 119 ]             | Genette commune |

### Famille:Herpestidés
| Nom binominal, nom vulgaire et citation d'auteurs         | Nom vulgaire portugais (langue officielle du Portugal) | Origine et statut au Portugal continental | Aire de répartition                          | Statut UICN mondial | Image              |
| --------------------------------------------------------- | ------------------------------------------------------ | ----------------------------------------- | -------------------------------------------- | ------------------- | ------------------ |
| Herpestes ichneumon (Mangouste d'Égypte) (Linnaeus, 1758) | Sacarrabos                                             | Autochtone                                | Aire de répartition de la Mangouste d'Égypte | [ 120 ]             | Mangouste d'Égypte |